# Jan van de Beek
Jan Huibertus van de Beek (Hilversum, 1968) is een Nederlands wiskundige en cultureel antropoloog die in 2010 een doctoraat behaalde over onderzoek naar menselijke migratie. Anno 2024 is hij freelanceonderzoeker en docent aan de (particuliere) Academie voor Vastgoed. Daarnaast is hij beleidsadviseur en opiniemaker op het vlak van migratie.

## Levensloop
Van de Beek studeerde in 1997 af in de wiskunde aan de Universiteit Utrecht. Zijn scriptie ging over het oneindige reeksconcept in de zeventiende-eeuwse Britse wiskunde. In 2002 studeerde hij af in de culturele antropologie aan de Universiteit van Amsterdam. Zijn scriptie ging over het publieke debat en overheidsbeleid met betrekking tot asielzoekers.
Hij promoveerde in 2010 aan de Faculteit der Maatschappij- en Gedragswetenschappen van de Universiteit van Amsterdam op een onderzoek naar de productie van politiek-gevoelige kennis over economische effecten van migratie. Zijn promotor en copromotor waren respectievelijk John Grin en Jan Rath. Na zijn promotie ging hij werken in het onderwijs, eerst als begeleider van masterstudenten, en daarna gaf hij wiskunde en economie in het hbo.
Van de Beek ontwikkelde in zijn vrije tijd een demografisch en economisch model over migratie voor Nederland, waarover hij vanaf 2017 interviews geeft aan verschillende media. Op basis hiervan concludeerde hij dat grootschalige immigratie en een uitgebreide verzorgingsstaat op gespannen voet staan met elkaar. Hij nam deel aan expertgesprekken van de Staatscommissie Demografische Ontwikkelingen 2050, een orgaan dat de Nederlandse regering adviseert, en wat in januari 2024 haar eindrapport 'Gematigde groei' presenteerde. Bij de kabinetsformatie voor de vorming van het kabinet-Schoof gaf Van de Beek in het voorjaar van 2024 bij de informateurs Elbert Dijkgraaf en Richard van Zwol zijn visie over migratie, op verzoek van de Partij voor de Vrijheid.
In 2021 publiceerde Van de Beek samen met Hans Roodenburg, Joop Hartog en Gerrit Kreffer het rapport Grenzeloze Verzorgingsstaat. De gevolgen van immigratie voor de overheidsfinanciën. Het rapport, gebaseerd op gegevens van het Centraal Bureau voor de Statistiek (CBS), berekent de kosten van immigratie. Hierbij hebben de onderzoekers de uitgaven voor onder meer onderwijs, uitkeringen en zorg van twee generaties immigranten afgezet tegen hun bijdragen via belastingen en premies. Het rapport concludeert dat bij ongewijzigd migratiebeleid de kosten zo hoog zouden worden – volgens de auteurs 50 miljard euro per jaar – dat de verzorgingsstaat onhoudbaar wordt. Volgens de auteurs van het rapport was de timing van de publicatie doelbewust net voor de verkiezingen 'om het debat te beïnvloeden'. Het onderzoek werd voor 30.000 euro gefinancierd door het Renaissance Instituut, het wetenschappelijk bureau van Forum voor Democratie. Het rapport heeft geen peerreview ondergaan.
In 2024 maakte Van de Beek een ‘aanvulling’ op een al bestaande studie uit 2020 over 'de economische impact van immigratie in België' door de Nationale Bank van België. De originele studie van de Nationale Bank van België kwam tot de conclusie dat migranten positief bijdroegen aan de Belgische economie, al deden nieuwkomers uit niet-EU-landen en gezinsherenigers het minder goed. Ook kwam de originele studie tot de conclusie dat migranten van de tweede generatie gemiddeld een hogere bijdrage aan de staatskas leveren dan een autochtoon. De aanvulling van Van de Beek kwam tot de conclusie dat de immigratie van laaggeschoolde arbeiders de verzorgingsstaat ondermijnt en de Belgische schatkist handenvol geld kost. Van de Beek concludeert in dit rapport dat over de volledige levensloop van de migranten, een gemiddelde eerstegeneratiemigrant de samenleving 196.000 euro kost en iemand uit de tweede generatie gemiddeld 63.000 euro. Hij deed dit onderzoek volledig op kosten van Vlaams Belang.
In 2024 bracht Van de Beek het boek 'Migratiemagneet Nederland' uit. De kosten- en batenanalyses van immigratie voor de verzorgingsstaat zijn in dit boek het hoofdthema en Van de Beek beargumenteert dat die balans vooral bij laagopgeleide migranten negatief uitvalt. Verder thematiseert van de Beek uitgebreid cultuurverschillen en concludeert dat hoe groter de culturele afstand van migranten hoe minder gunstig de prestaties.

## Opinies
Via zijn website en sociale media treedt Van de Beek op als opiniemaker in het Nederlandse immigratiedebat. Daarnaast is hij geregeld te gast in opinie- en actualiteitenprogramma's.
Volgens NRC doet Van de Beek meer dan alleen berekeningen: aan zijn werk zit ook een zware ideologische component. In zijn boek 'Migratiemagneet Nederland' stelt hij dat massa-immigratie niet alleen financieel onhoudbaar is, maar ook dat de orthodoxe islam en de westerse cultuur volgens hem onverenigbaar zijn. Dit zou kunnen leiden tot, al dan niet gewelddadige, cultuurbotsingen. Hij beschouwt het feit dat de meeste moslims vredelievend zijn als “irrelevant”, omdat de geschiedenis volgens hem laat zien dat een kleine groep gewelddadige fanatici toch oorlogen kan veroorzaken.
Verder is Van de Beek van mening dat er een een nieuw asielsysteem moet komen – weg van het VN-vluchtelingenverdrag. Hij stelt dat verblijf in Nederland eerder een gunst zou moeten zijn dan een recht.

## Kritieken
Volgens NRC bevindt van de Beek zich aan de periferie van de wetenschap, wijkt zijn gedachtegoed sterk af van de meeste gevestigde migratie-experts en maakt hij op eigen houtje rekensommen die niet zijn onderworpen aan wetenschappelijke peerreview. Omdat zijn rapport 'Grenzeloze Verzorgingsstaat' en zijn rapport voor het Vlaams Belang nooit een peerreview hebben ondergaan door onafhankelijke wetenschappers is volgens NRC het wetenschappelijke gehalte van deze rapporten omstreden.
Hoogleraar migratiegeschiedenis Leo Lucassen stelde dat de pessimistische conclusies in Van de Beeks rapport 'Grenzeloze Verzorgingsstaat' “vooral bedoeld lijken te zijn ter legitimatie van de xenofobe opvattingen van Thierry Baudet en de zijnen”. Van de Beek en zijn medeonderzoekers kregen wel bijval van emiritus-hoogleraar Jaap van Duijn die in een column het volgende schreef: “De wetenschappers rekenen ook nog weer eens af met de nog steeds gehoorde opvatting dat immigratie nodig is om de vergrijzing tegen te gaan.” Na een factcheck geeft Pointer aan dat een aantal claims van Van de Beek in 'Grenzeloze Verzorgingsstaat' onverifieerbaar zijn, omdat men de toegang mist tot de juiste CBS-cijfers. Emeritus hoogleraar openbare financiën Harrie Verbon bekritiseert het rapport 'Grenzeloze Verzorgingsstaat' in het wetenschappelijk tijdschrift 'TPEdigitaal'. Volgens Verbon is de gebruikte methode voor het onderzoek “gebaseerd op aannames die niet te verifiëren zijn”. Die methode kan volgens hem leiden “tot een overschatting van de kosten”. Ook hekelt hij “de niet erg transparante onderbouwing van de berekende hoge migratiekosten”. Verbon stelt dat het rapport uitgaat van de incorrecte impliciete aanname “dat er geen enkele ontwikkeling in de aanpassing van migranten aan de Nederlandse situatie kan zijn.” Hij bekritiseert specifiek de aanname dat onderwijsachterstanden – en daarmee ook achterstanden in arbeidsmarktprestaties – door niet-westerse immigranten nauwelijks kunnen worden ingelopen. Dit wordt ook tegengesproken door gegevens uit het CBS-jaarrapport Integratie 2020, waaruit blijkt dat “de arbeidsparticipatie voor de niet-westerse migranten van de eerste generatie 58,6% was in 2020, terwijl dat voor de niet-westerse migranten van de tweede generatie gelijk was aan 67,2%. Voor dezelfde migrantengroep was het beroep op bijstand in 2020 16,6% voor de eerste generatie en 4,3% voor de tweede generatie.”
Volgens De Standaard vloekt het rapport dat Van de Beek voor Vlaams Belang schreef op een aantal punten stevig met de conclusies van andere wetenschappers. Hoogleraar sociologie Hein de Haas verwijst daarin naar rekenmethodes, zoals die van Van de Beek, “die heel sterk afhankelijk zijn van veronderstellingen over allerlei factoren, zoals toekomstige arbeidsparticipatie, remigratie en belastingniveaus”. De Haas waarschuwt ook dat “de conclusie van de onderzoeken vaak afhankelijk is van hoe we naar de data kijken en op welke termijn”. “De verleiding ligt op de loer voor denktanks en belangenorganisaties om de data zo te interpreteren dat die hun politieke agenda, pro- of antimigratie, ondersteunt.” Verder is volgens De Haas de impact van immigratie op de begroting, of die nu positief of negatief is, hoe dan ook heel klein. Verschillende studies concludeerden namelijk dat de netto fiscale bijdrage van immigratie doorgaans binnen +1 of -1 procent van het bbp ligt. Volgens de Haas werken migranten ook in toenemende mate in sectoren van essentiële diensten, zoals bijvoorbeeld de zorg, waardoor ze net als steunpilaar van de verzorgingsstaat fungeren.
Cultuurhistoricus Steije Hofhuis beoordeelt dat de overvloedige data in het boek 'Migratiemagneet Nederland' waardevolle correcties bieden op gangbare ideeën, maar dat het boek soms wel erg migratiepessimistisch doorslaat. Van de Beek beargumenteert in dat boek dat bij laagopgeleide migranten, zelfs als zij werken, hun nettobijdrage aan de schatkist negatief is. Volgens Hofhuis miskent dit de onmisbare economische waarde van laaggeschoolde arbeid en laaggeschoolden structureel weren, zou leiden tot enorme personeelstekorten en stijgende kosten. Bij drastische migratiebeperkingen ligt het risico op een stagnatiesamenleving vergelijkbaar met Japan op de loer. Volgens Hofhuis ziet Van de Beek cultuurverschillen ook als te robuust, dit terwijl vroegere immigratiesamenlevingen als de Verenigde Staten en Brazilië tonen dat hardnekkige cultuurverschillen binnen enkele generaties kunnen eroderen.
Hoogleraar sociologie Hein de Haas en hoogleraar migratiegeschiedenis Leo Lucassen beschrijven Van de Beeks opiniebijdragen als “politieke stemmingmakerij en selectief shoppen in de feiten”. Een factcheck van BNR Nieuwsradio over het exacte percentage van statushouders dat een uitkering krijgt, viel dan weer uit in het voordeel van Van de Beek. Volgens BNR moet wel de kanttekening worden gemaakt dat de statushouders langdurig niet hebben mogen werken, waardoor je niet kunt concluderen dat men niet wil werken. Een andere kanttekening is dat mensen met een buitenlandse naam ook minder kans maken op een sollicitatiegesprek. Verder is bij meer recente vluchtelingenstromen de arbeidsparticipatie beter.

### Bestseller 60
| Boeken met noteringen in de Nederlandse Bestseller 60 | Jaar van verschijnen | Datum van binnenkomst | Hoogste positie | Aantal weken | Opmerkingen |
| ----------------------------------------------------- | -------------------- | --------------------- | --------------- | ------------ | ----------- |
| Migratiemagneet Nederland                             | 2024                 | 30-10-2024            | 12              | 4            |             |